# Mahamane Alassane Haïdara
Pour les articles homonymes, voir Haïdara.
Mahamane Alassane Haïdara, né le 1er janvier 1910 à Tombouctou (à l’époque Haut-Sénégal-Niger) et mort le 17 octobre 1981 à Tombouctou (République du Mali), est un homme politique malien et un ancien sénateur du Soudan français de 1948 à 1958.

## Biographie
Au terme de ses études à l’École nationale de Gorée au Sénégal, Mahamane Alassane Haïdara exerce pendant plus de deux décennies les fonctions d’instituteur, puis de directeur d’école dans la région de Tombouctou, dans l’ancien Soudan français, devenu le 22 septembre 1960 la République du Mali. Il est membre du syndicat mixte des instituteurs de l'Afrique occidentale française.
En 1945, il devient secrétaire général de la section du Parti progressiste soudanais du cercle de Niafunké, circonscription administrative située sur le Niger, à l’ouest de Tombouctou. Il adhère, l’année suivante, au Rassemblement démocratique africain (RDA), qui affiche son alliance avec le Parti communiste français et une sympathie ouverte pour l’Union soviétique et qui comptera, en Afrique-Occidentale française, plus d’un million d’adhérents.
Lors du congrès constitutif de ce mouvement animé principalement par le leader ivoirien Félix Houphouët-Boigny et le Soudanais Modibo Keïta, à Bamako le 18 octobre 1946, Mahamane Alassane Haïdara joue un rôle actif comme représentant qualifié des populations originaires de la Boucle du Niger.
Il est élu sénateur au Conseil de la République le 14 novembre 1948 et réélu le 19 juin 1955.
Après deux tentatives infructueuses, lors d’élections partielles, au Conseil général du Soudan, à Mopti en 1947 et à Tombouctou-Gao en 1948, Mahamane Alassane Haïdara est élu conseiller territorial en mars 1952 et réélu en mars 1957.
Au Conseil de la République il rejoint le groupe du Rassemblement démocratique africain (RDA), puis siège de 1950 à 1955 parmi les non-inscrits, avant de s’inscrire à partir de 1956 au groupe des Indépendants d'outre-mer et du Rassemblement démocratique africain (IOM-RDA).
L’essentiel de ses interventions portent, bien sûr, sur l’Union française et les territoires d’outre-mer. En 1949, il prend une part active à la discussion des projets de loi portant organisation et composition du Haut Conseil de l'Union française et portant création d’une assemblée représentative territoriale élue en Cochinchine.
Très attaché aux questions relatives à l’évolution du statut des populations outre-mer, Mahamane Alassane Haïdara exprime l’inquiétude et l’attente de celles-ci lors des discussions du projet de loi relatif à la répression de certaines atteintes à la sûreté extérieure de l’État, en mars 1950, et de la proposition de loi portant amnistie, en juillet 195" [réf. nécessaire], dont il préconise d’étendre l’application à l’Outre-mer.
Membre de la Commission des pensions, en janvier 1949, il est nommé membre de la Commission de la France d'outre-mer, douze mois plus tard, et membre de la Commission de l'Éducation nationale, en février 1956.
En décembre 1956, il est nommé membre titulaire de la Commission de coordination temporaire, chargée d’examiner le projet de loi créant une organisation commune des régions sahariennes.
En 1959, dernière année de son second mandat, il est nommé membre de la Commission des Affaires étrangères, de la Défense et des Forces armées et de la Commission des affaires sociales.
Son mandat prend fin en juillet 1959 à l’aube de la Ve République, quelques mois avant la création de la république du Mali, née de l’éclatement de l’éphémère Fédération du Mali qui associait, depuis 1958, la République soudanaise et le Sénégal.
Mahamane Alassane Haïdara, député à l’Assemblée législative provisoire du Soudan de novembre 1958 à mars 1959, membre de l’Assemblée fédérale du Mali de janvier à mars 1959, a été, en qualité de délégué de l’Assemblée législative de la République soudanaise, membre du Sénat de la Communauté.

## Hommages
Le lycée Mahamane Alassane Haïdara (LMAHT) à Tombouctou porte depuis 1995 son nom en son souvenir.